# 10617 Takumi
10617 Takumi este un asteroid din centura principală de asteroizi.

## Descriere
10617 Takumi este un asteroid din centura principală de asteroizi. A fost descoperit pe 25 octombrie 1997 la Nyukasa de Masanori Hirasawa și Shohei Suzuki. Asteroidul prezintă o orbită caracterizată de o semiaxă mare de 2,20 ua, o excentricitate de 0,09 și o înclinație de 4,5° în raport cu ecliptica.